# Não Desista de Mim
"Não Desista de Mim" é um single do cantor brasileiro Anderson Freire, lançado em 17 de fevereiro de 2020 pela gravadora MK Music, com produção musical de André Freire, sobrinho do cantor, e Janderson Almeida.
A canção foi composta pelo próprio cantor e é a primeira de trabalho do se novo EP.
O videoclipe foi lançado no canal da gravadora no YouTube e ganhou mais de 1 milhão visualizações.